# Takajuki Čano
Takajuki Čano (japonsko 茶野 隆行), japonski nogometaš, * 23. november 1976.
Za japonsko reprezentanco je odigral 7 uradnih tekem.